# Сиссе, Абдулай (гвинейский футболист)
Абдулай Сиссе (фр. Abdoulaye Cissé; 30 ноября 1994) — гвинейский футболист, защитник сербского клуба «Нови-Пазар».

## Карьера

### Клубная карьера
Абдулай начал карьеру в клубе «Фелло Стар». В 2014 году он переехал во Францию, заключив контракт с «Анже».
20 сентября 2014 года защитник провёл дебютную игру за вторую команду «Анже», выступавшую в Национальном дивизионе 3, а 30 ноября отметился первым забитым мячом.
3 ноября 2014 года Сиссе впервые попал в заявку основной команды на матч Лиги 2, однако на поле не появился.

### Карьера в сборной
Сиссе дебютировал за сборную Гвинеи в 2013 году в отборочной встрече к Чемпионату африканских наций 2014 со сборной Мали.
Абдулай был включён в заявку сборной Гвинеи для участия в Кубке африканских наций 2015. На турнире в Экваториальной Гвинее Сиссе принял участие во всех трёх матчах своей команды, которая не смогла пробиться в плей-офф.